# Luther Rackley
Luther Rackley jr. (Bainbridge, 11 giugno 1946 – Harlem, 19 novembre 2017) è stato un cestista statunitense, professionista nella NBA e nella ABA.

## Carriera
Venne selezionato dai Cincinnati Royals al terzo giro del Draft NBA 1969 (37ª scelta assoluta).